# Milovan Glišić
Milovan Glišić (in serbo Милован Глишић?; Valjevo, 6 gennaio 1847 – Ragusa di Dalmazia, 20 gennaio 1908) è stato uno scrittore e drammaturgo serbo.

## Biografia
Il suo percorso di formazione scolastica comprese la frequenza all'Istituto tecnico della Scuola superiore di Belgrado e poi il ramo letterario della stessa scuola.
Nel 1875 intraprese l'attività giornalistica diventando ben presto il vicedirettore dello Srpske Novine ("Giornale serbo"), nel 1878 divenne direttore della stamperia statale, tre anni dopo condusse il Teatro nazionale  e agli inizi del Novecento fu vicedirettore della Biblioteca nazionale.
Fu artefice di una significativa produzione letteraria originale, costituita da trenta racconti e da due commedie, grazie alla quale è ritenuto l'iniziatore della narrativa rusticana serba di tendenza realista.
Sostenitore sia del socialismo di Svetozar Marković sia del movimento democratico rivoluzionario russo ben rappresentato da Dobroljubov, attento osservatore della campagna serba in un periodo storico nel quale le tradizioni patriarcali stavano per essere superate dalla modernità e lo stile romantico ed il relativo sentimentalismo entravano in crisi a causa del rinnovamento proposto dalle nuove correnti letterarie, quali il realismo.
Nelle Pripovetke ("Racconti", 1880) l'ambito campagnolo viene focalizzato tramite la descrizione dei personaggi più tipici, quali gli agricoltori buoni e operosi, le autorità corrotte che approfittano dei lavoratori, i sacerdoti arroganti e gli usurai.
Questi racconti si prefiggevano lo scopo di denunciare lo sfruttamento dell'uomo, di segnalare le proteste per le difficoltà economiche e produttive causate da questo status quo, oltre alla sempre più marcata decadenza morale.
L'esposizione di Glišić si rivelò frizzante e fluente sotto la spinta di un gusto satirico e umoristico.
Uno dei racconti più emblematici della raccolta, considerato un capolavoro, fu Prva brazda ("Il primo solco"), intriso da un'intensa e profonda commozione.
La prima commedia scritta da Glišić, Dva cvancika ("Due Zwanzinger", 1883), fu un rifacimento di un racconto popolare, incentrato sulle vicende di due impostori destinati a subire, a loro volta, l'esperienza di essere imbrogliati; la seconda, Podvala ("La frode", 1885), affrontò il tema del rapporto difficile e delicato tra gli usurai e i contadini.
Importanti risultarono le pregevoli traduzioni sia dal russo sia dal francese, che fecero apprezzare ai serbi le più significative opere della letteratura russa e di quella francese e definirono anche buoni modelli stilistici in lingua serba.
Tra le sue traduzioni dal russo più notabili vi furono Taras Bul'ba di Nikolaj Gogol', Guerra e pace di Lev Tolstoj, Oblomov di Ivan Gončarov e altri lavori di Aleksandr Ostrovskij, Aleksandr Puškin, Vsevolod Garšin, Anton Čechov, Taras Ševčenko, Ivan Turgenev, Fëdor Dostoevskij, Maksim Gor'kij. Dal francese tradusse opere di Balzac, Jules Verne, Ludovic Halévy, Victorien Sardou, Maurice Maeterlinck, Alphonse Daudet, Émile Augier, Jules Sandeau, Eugène Scribe, Edouard Foussier, Eugène Labiche, Henri Meilhac, Georges Feydeau e altri.

## Opere principali

### Drammi
- Dva cvancika  (1883);
- Podvala  (1885).

### Racconti
- Glava šećera  ("Una manciata di zucchero");
- Ni oko šta  ("Anche su questo");
- Posle devedeset godina  ("Dopo novanta anni");
- Prva brazda  ("Il primo solco");
- Raspis  ("Scrittura");
- Redak zver  ("Un animale raro");
- Roga  ("Il giogo");
- Sigurna većina  ("Più sicuro");
- Svirač  ("Il giocatore");
- Šilo za ognjilo  ("Silo per la febbre");
- Vujina prosidba  ("Le spose di Vujin");
- Zloslutni broj  ("Un numero strano").

### Collezione
- Pripovetke  ("Storie").